# Mark Wade
Mark Anthony Wade (Torrance, California, 15 de octubre de 1965) es un exjugador y exentrenador de baloncesto estadounidense que jugó dos temporadas en la NBA, desarrollando el resto de su carrera en las ligas menores WBL y CBA. Con 1,80 metros de estatura, lo hacía en la posición de base.

## Trayectoria deportiva

### Universidad
Jugó una temporada con los Sooners de la Universidad de Oklahoma, siendo transferido posteriormente a los Rebels de la Universidad de Nevada, Las Vegas, donde jugó otras dos. Promedió en total 3,6 puntos y 2,3 rebotes por partido.

### Profesional
Tras no ser elegido en el Draft de la NBA de 1987, fichó por los Pensacola Tornados de la CBA, con los que disputó cuatro temporadas, batiendo el récord de asistencias en 1989, con 626, además de ser elegido al año siguiente en el mejor quinteto de la liga. En 1991 volvió a liderar la liga en asistencias, promediando 10,4 por partido.
Durante su estancia en los Tornados, a finales de la temporada 1987-88 de la NBA fichó por diez días con los Golden State Warriors, quienes finalmente lo renovaron hasta el final de la misma. Disputó 11 partidos, en los que promedió 0,7 puntos y 3,1 asistencias.
En 1990 volvió a recibir la llamada de la NBA, esta vez de los Dallas Mavericks, con los que firmó por diez días, pero solo disputó un partido.
El resto de su carrera transcurrió entre la CBA y la WBL, liga que se dieputaba en los meses de verano. Lideró en tres ocasiones la WBL en asistencias, siendo su mejor marca losa 12,8 por partido que repartió en 1988, y una vez en robos de balón, ese mismo año, jugando en los Las Vegas Silver Streaks. Fue además el segundo máximo pasador de la historia de la CBA con 3.358 asistencias, solo superado por Cedric Hunter, el segundo que más minutos disputó, con 13.912, también superado por Hunter, y el tercer máximo ladrón de balones, con 741.

## Estadísticas de su carrera en la NBA

### Temporada regular
| Temporada | Edad | Equipo                | Liga | Pos. | P  | TIT | MIN  | TC  | TCA | %TC  | 3P  | 3PA | %3P  | 2P  | 2PA | %2P  | TL  | TLA | %TL  | R.OF. | R.DEF. | REB | ASIS | ROB | TAP | PER | FP  | PTS |
| 1987-88   | 22   | Golden State Warriors | NBA  | PG   | 11 | 0   | 11.2 | 0.3 | 1.8 | .150 | 0.0 | 0.2 | .000 | 0.3 | 1.6 | .167 | 0.2 | 0.4 | .500 | 0.3   | 1.1    | 1.4 | 3.1  | 0.6 | 0.1 | 1.2 | 1.2 | 0.7 |
| 1989-90   | 24   | Dallas Mavericks      | NBA  | PG   | 1  | 0   | 3.0  | 0.0 | 0.0 |      | 0.0 | 0.0 |      | 0.0 | 0.0 |      | 0.0 | 0.0 |      | 0.0   | 0.0    | 0.0 | 2.0  | 0.0 | 0.0 | 0.0 | 0.0 | 0.0 |
| Total     |      |                       | NBA  |      | 12 | 0   | 10.5 | 0.3 | 1.7 | .150 | 0.0 | 0.2 | .000 | 0.3 | 1.5 | .167 | 0.2 | 0.3 | .500 | 0.3   | 1.0    | 1.3 | 3.0  | 0.6 | 0.1 | 1.1 | 1.1 | 0.7 |